# ATP World of Doubles 1977
L'ATP World of Doubles 1977 è stato un torneo di tennis giocato sul cemento. È stata la 2ª edizione dell'ATP World of Doubles, che fa parte del Colgate-Palmolive Grand Prix 1977. Si sono giocati a Woodlands negli Stati Uniti, dal 13 al 19 settembre 1977.

## Campioni

### Doppio
Tom Okker /  Marty Riessen hanno battuto in finale  Tim Gullikson /  Tom Gullikson 3–6, 6–3, 6–3, 4–6, 6–1